# Phanerotomella alami
Phanerotomella alami är en stekelart som beskrevs av S. Ahmad och Shuja-uddin 2003. Phanerotomella alami ingår i släktet Phanerotomella och familjen bracksteklar. Inga underarter finns listade i Catalogue of Life.